# Koppelflöjt
Koppelflöjt är en orgelstämma inom halvtäckta stämmor som är 8´ eller 4´. Den tillhör kategorin labialstämmor och har en kort konisk hatt. Den sjunde deltonen är framträdande vilket ger en skör klang.